# Kraftwerk Kirchbichl
Das Kraftwerk Kirchbichl ist ein Laufwasserkraftwerk am Inn bei Kirchbichl im Unterinntal.  Es ist als Schlingenkraftwerk angelegt, eine Form des Ausleitungskraftwerks. 
Bei Kirchbichl fließt der Inn durch eine etwa 3,5 km lange Flussschleife. Westlich der Schleife wird der Inn durch ein Wehr mit vier Wehrfeldern aufgestaut und der Großteil des Wassers in einen Kanal ausgeleitet. Das Kraftwerk liegt am Ende des etwas mehr als 1 km langen Kanals.

## Ausbau ab 2017

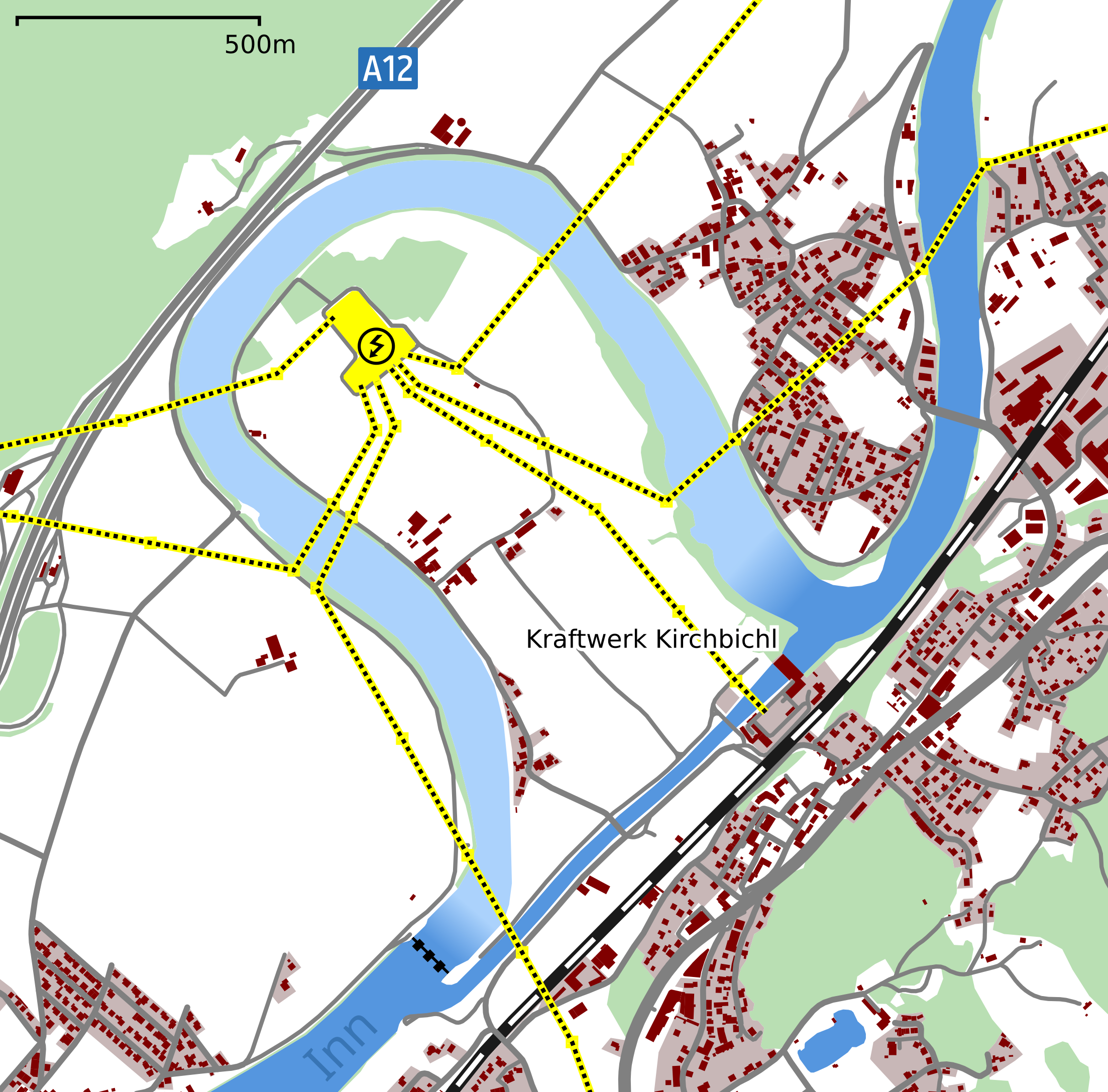
Karte der Innschleife und der Kraftwerksanlagen bei Kirchbichl

Seit 2017 wird das Kraftwerk Kirchbichl erneuert und erweitert. An der Wehranlage entsteht eine Fischwanderhilfe, die das Oberwasser mit der Flussschleife verbindet. Zusätzlich wird hier ein Dotierkraftwerk gebaut, das aus dem als Restwasser in die Flussschleife abgegebenen Wasser Strom erzeugt. Der Ausbaudurchfluss des Dotierkraftwerks wird 15 m³/s betragen.
Nordwestlich des bestehenden Krafthauses wird ein zweites Krafthaus mit einem Ausbaudurchfluss von 250 m³/s errichtet, um den gesamten Ausbaudurchfluss und die maximale Leistung des Kraftwerks zu erhöhen. Zusätzlich wird das alte Krafthaus ausgebaut und der maximale Durchfluss von 250 m³/s auf 284 m³/s gesteigert. Die gesamte maximale Leistung der beiden Krafthäuser wird dadurch auf ca. 38 MW steigen. Die Arbeiten sollen bis Ende 2020 abgeschlossen sein.